# Artus Quellinus
Artus Quellinus o Arnoldus Quellijn (Amberes, 30 de agosto de 1609 - Amberes, 23 de agosto de 1668) fue un escultor flamenco. A pesar de su nacimiento en Amberes, realizó la mayor parte de sus obras en Ámsterdam, siendo considerado por sus contemporáneos como uno de los mejores artistas de la época.

## Biografía
Nacido en Amberes, era hijo del escultor Erasmus Quellinus el Viejo y hermano del pintor Erasmus Quellinus II. Después de un aprendizaje inicial junto a su padre en Amberes, viajó a Roma para recibir las enseñanzas del afamado escultor bruselés François Duquesnoy.

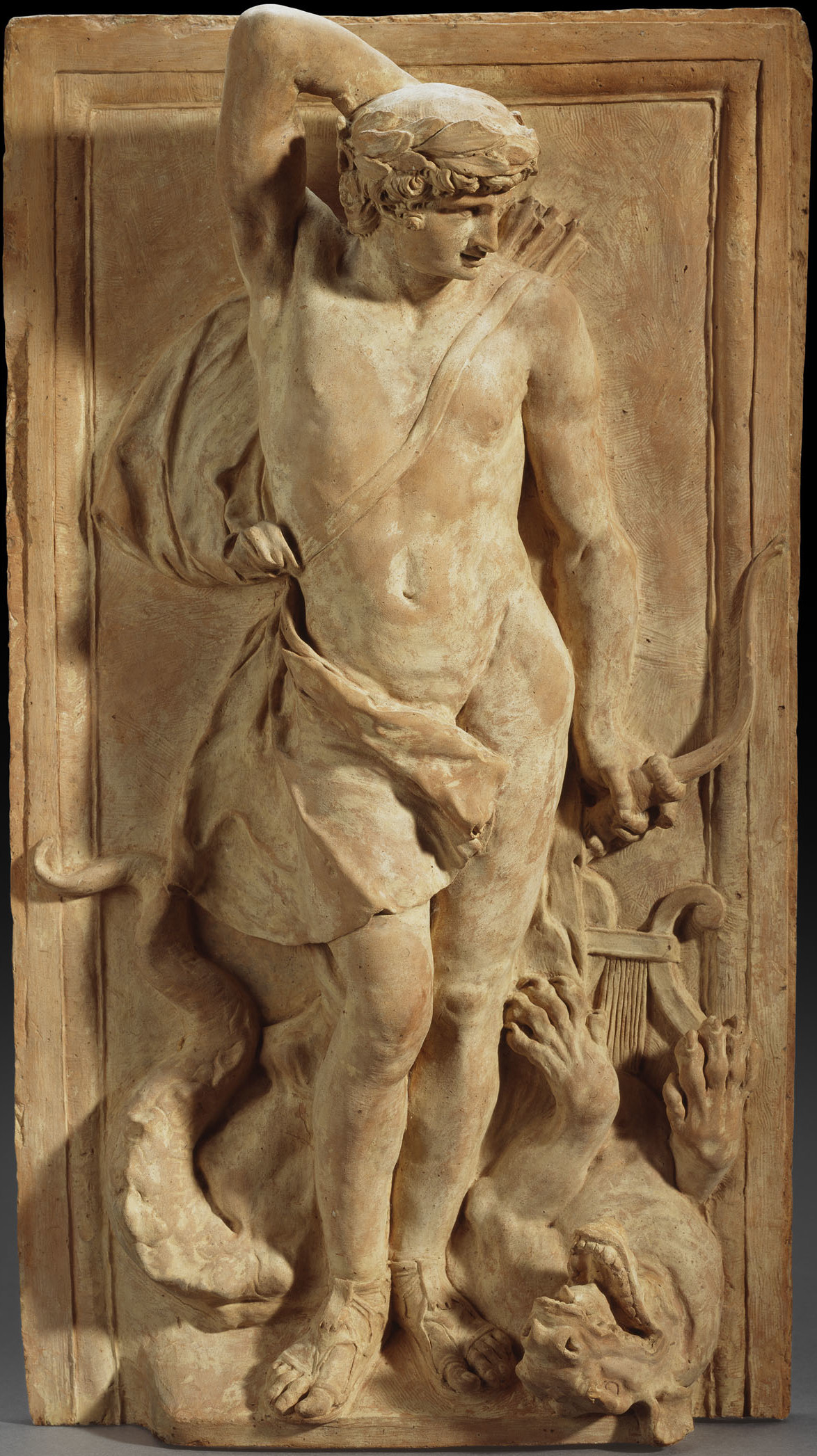
Apolo y Pitón, Palacio Real de Ámsterdam

Regresó a Amberes en 1640, el mismo año de la muerte del pintor flamenco Peter Paul Rubens en la misma ciudad. 
Desde 1648, con ocasión de la unión de las Provincias Unidas se trasladó a la ciudad de Ámsterdam, ciudad floreciente en el siglo XVII, donde su talento fue reconocido como el de uno de los mejores escultores de su siglo. Recibió por ello muchos encargos de la aristocracia de Ámsterdam sin dejar de esculpir asuntos religiosos. En un entorno propicio para las artes, pudo recibir numerosos encargos de escultura y decorar los muros de numerosas fachadas. Realizó, de hecho, la mayoría de las esculturas del nuevo Ayuntamiento y del futuro Palacio Real entre 1650 y 1664. Produjo también numerosos retratos de aristócratas de Ámsterdam, como los de Andries de Graeff y Johan de Witt.
Regresó en 1664 a su ciudad natal, sólo cuatro años antes de su muerte ocurrida en 1668.
Su sobrino Artus Quellinus II fue uno de sus discípulos más fieles, aunque acabaría desarrollando un estilo de mayor barroquismo.

## Obras

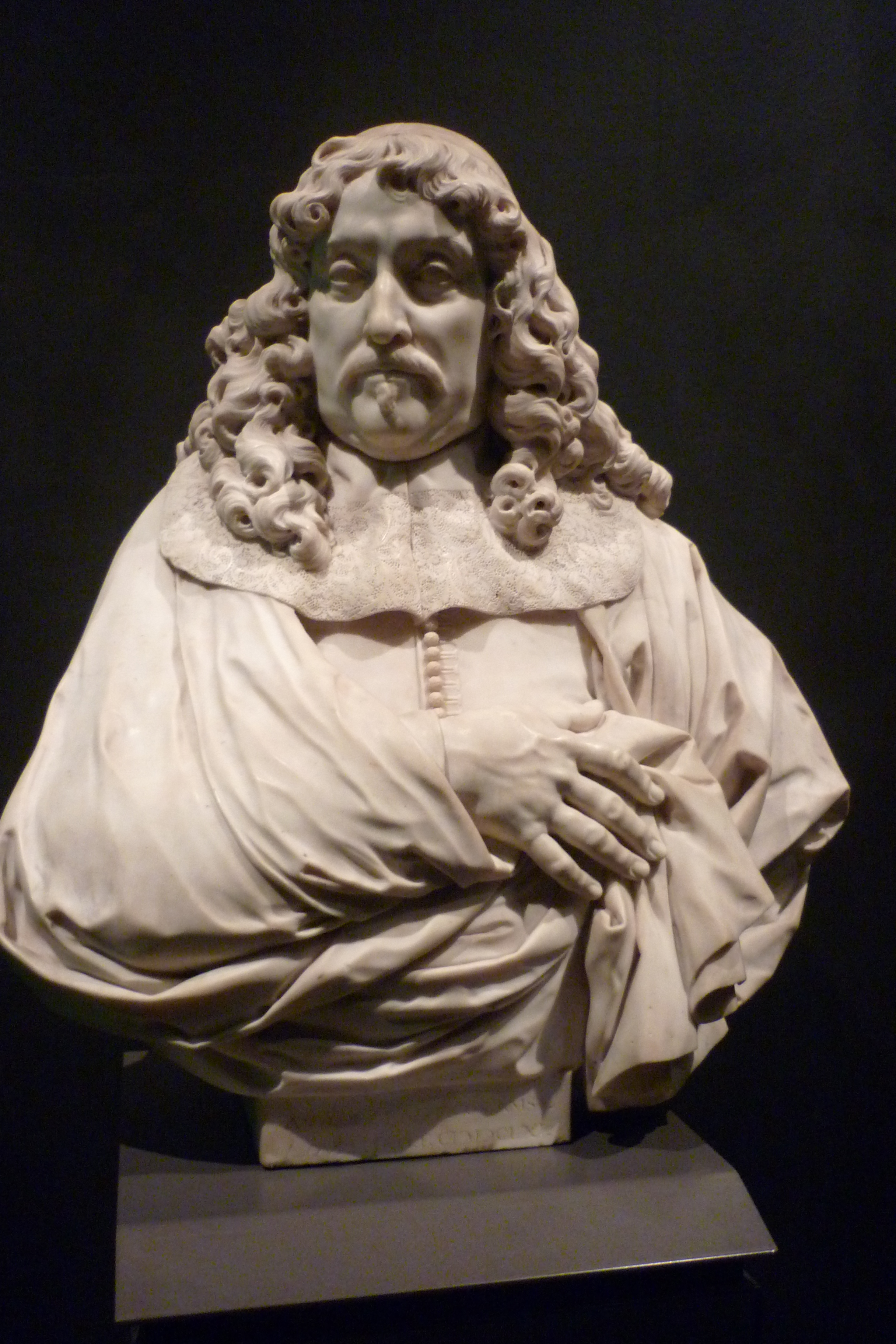
Busto de Andries de Graeff (1661) en el Rijksmuseum Ámsterdam

- Esculturas del Palacio Real de Ámsterdam, realizadas entre 1650 y 1664
- Los Cuatro Continentes rinden homenaje a Ámsterdam (1650), escultura triangular de 90cm de alto y 415 cm de ancho en tierra cocida, expuesta en el Rijksmuseum de Ámsterdam
- Andries de Graeff (1611-78), busto en mármol, fechado en 1661, expuesto en el Rijksmuseum de Ámsterdam
- Sansón y Dalila, 1640, expuesta en el Museo Bode de Berlín
- Cornelis Witsen, burgomaestre de Ámsterdam (1606-65), busto en mármol de 71 cm de alto, 1658, Museo del Louvre París
- Catharina Graeff Opsy, esposa de Cornelis Witsen, busto en mármol de 72 cm de alto, fechado en 1658.
- San Pedro,escultura de terracota, 1658, para la iglesia de San Andrés de Amberes y boceto en el Museo de Bellas Artes de Bruselas.